# Фанис Катерјанакис
Теофанис Фанис Катерјанакис (грч. Θεοφάνης Φάνης Κατεργιαννάκης, 16. фебруар 1974) бивши је грчки фудбалски голман.
Био је члан репрезентације Грчке која је освојила Европско првенство 2004. године. Дебитовао је за репрезентацију у новембру 1999. године у мечу против Бугарске када је ушао као замена Антониосу Никополису. Он и Халкијас су били резервни голмани Грчке када су 2004. постали европски шампиони, укупно је бранио на 6 мечева у дресу са државним грбом.

## Трофеји
- Европско првенство: 2004.